# Ernst Edlmann
Ernst von Edlmann (17. června 1831 Klagenfurt – 24. listopadu 1916 Klagenfurt) byl rakouský agronom a politik z Korutan, v 2. polovině 19. století poslanec Říšské rady.

## Biografie
Studoval na univerzitách ve Vídni, v Innsbrucku a Štýrském Hradci práva. V roce 1853 získal titul doktora práv. Do roku 1858 působil jako advokát. Věnoval se rovněž správě svého statku Pichlern-Marienhof poblíž Klagenfurtu. Roku 1865 se stal kanceléřem zemské zemědělské společnosti v Korutanech. V letech 1871–1899 byl jejím prezidentem. Podporoval rozvoj zemědělského školství. Roku 1866 díky němu vznikla rolnická škola, v roce 1872 kovářská škola a roku 1883 první rakouská mlékárenská dívčí škola. Roku 1896 se podílel na založení zemské rybářské školy ve Veldenu.
Roku 1867 byl zvolen na Korutanský zemský sněm za velkostatkářskou kurii. Zemským poslancem byl až do roku 1881. I na sněmu se podílel na rozvoji zemědělství a budování zemědělských škol. Zemský sněm ho roku 1870 delegoval i do Říšské rady (celostátní parlament, volený nepřímo zemskými sněmy). Do vídeňského parlamentu se vrátil v doplňovacích přímých volbách roku 1877, nyní za kurii venkovských obcí, obvod Klagenfurt, Völkermarkt atd. Slib složil 9. října 1877. Mandát obhájil ve volbách do Říšské rady roku 1879, podle některých zdrojů za kurii velkostatkářskou, podle rejstříku poslanců ovšem za kurii venkovských obcí. Na mandát rezignoval roku 1880.
Patřil do centralistické a provídeňské Strany ústavověrného velkostatku. Na Říšské radě se v říjnu 1879 uvádí jako člen staroněmeckého Klubu liberálů (Club der Liberalen).